# لانس هايوارد
لانس هايوارد (بالإنجليزية: Lance Hayward) هو عازف جاز وعازف بيانو أمريكي، ولد في 17 يونيو 1916، وتوفي في 9 نوفمبر 1991 في نيويورك في الولايات المتحدة بسبب ذات الرئة.

## وصلات خارجية
- لانس هايوارد على موقع ميوزك برينز (الإنجليزية)
- لانس هايوارد على موقع ديسكوغز (الإنجليزية)